# Hurbanovo
Hurbanovo (węg. Ógyalla) – miasto na Słowacji w kraju nitrzańskim w powiecie Komárno, liczące 7375 mieszkańców (2021).
Zlokalizowane na lewym brzegu Žitavy, 18 km od granicy z Węgrami. Do 1948 r. nosiło nazwę Stará Ďala (węg. Ógyalla) pochodzące od nazwiska ziemiańskiej rodziny Ďalajovców (węg. Gyallay). Obecna nazwa pochodzi od nazwiska słowackiego pastora i pisarza Jozefa Hurbana – jednego z przywódców słowackiej Wiosny Ludów (1848/1849). Pierwsze historyczne zapisy dotyczące miasta pochodzą z 1329 r..
Etnicznie największą część ludności miasta (2001) stanowią Węgrzy (50,2%). Pozostałe narodowości to: Słowacy (45,5%), Romowie (2,6%) i Czesi (0,7%).
W 1967 r. założono tutaj słodownię, a w 1969 r. browar Hurbanovo, w którym produkowane jest piwo Zlatý Bažant.